# Getter Robo
Getter Robo (jap. ゲッターロボ, Gettā Robo) ist eine Mangaserie von Autor Go Nagai und Zeichner Ken Ishikawa, die 1974 und 1975 in Japan erschien. Die Mecha-Serie wurde mehrfach fortgesetzt und als Anime adaptiert. Der Titel stammt ursprünglich vom japanischen Wort gettā – „verbinden“ ab, da die Roboter der drei Helden sich verbinden können. Diese Fähigkeit wurde später in vielen anderen Serien übernommen.

## Inhalt
Von Professor Saotome wurden drei Kampfroboter entwickelt: Getter-1 für die Lüfte, Getter-2 für das Land und Getter-3 für das Meer. Für sie werden drei Piloten ausgewählt: Ryoma, Hayato und Musashi. Sie sollen mit den Robotern die Menschheit vor den Dinosauriern beschützen, die im Inneren der Erde überlebt haben und die Oberfläche erneut beherrschen wollen. Wenn der Kampf für die einzelnen Robotern nicht zu bewältigen ist, können sie sich zu einem besonders mächtigen, großen Roboter vereinigen. Je nach Kombinationsreihenfolge entsteht dabei der geschickte Drache, der wendige Raiga oder der starke Poseidon.

## Veröffentlichung und weitere Mangas
Der Manga erschien von April 1974 bis Mai 1975 im Magazin Shōnen Sunday beim Verlag Shogakukan. Dieser brachte die Kapitel auch in fünf Sammelbänden heraus. Eine italienische Übersetzung erschien in mehreren Ausgaben bei Dynamic Italia, d/visual und J-Pop.
1979 und 1980 erschien in den USA die Serie Shogun Warriors, deren Geschichten aus unterschiedlichen japanischen Mangas mit Kampfrobotern zusammengesetzt waren, darunter auch Getter Robo. Eine weitere US-Adaption war Venger Robo, die bei Viz Media entstand und auch in Frankreich und Italien herauskam. Es folgten weitere Ableger von den gleichen Künstlern wie das Original: 1975 Getter Robo G, das wiederum eigene Anime-Adaptionen erhielt, Getter Robo Ark und Shin Getter Robo. Auch zum Anime-Ableger Getter Robo Go erschien 1991 ein Manga von Go Nagai.  
2008 erschien der von Hideaki Nishikawa geschaffene Manga-Ableger Gisho Getter Robo Dash. Im Dezember 2015 startete die Serie Getter Robo Devolution: Uchū Saigo no 3-bun Kan von Eiichi Shimizu und Tomohiro Shimoguchi im Magazin Bessatsu Shōnen Champion von Akita Shoten. 2017 erschien im Kindai Mājan die Serie Getter Robo High von Autor Bingo Morihashi und Zeichner Drill Jiru. Der Mah-Jongg-Manga verbindet das Spiel mit dem Kampfroboter aus Getter Robo.

## Anime
Beim Studio Toei Animation entstand unter der Leitung diverser Regisseure eine Adaption des mangas als Animeserie für das japanische Fernsehen in 51 Folgen. Das Charakterdesign entwarf Kazuo Komatsubara und für sonstige Designs war Tadanao Tsuji verantwortlich. Die je 25 Minuten langen Folgen wurden vom 4. April 1974 bis 8. Mai 1975 von Fuji TV ausgestrahlt. Sie wurden außerdem mehrfach im italienischen Fernsehen gezeigt sowie auf den Philippinen.
Bereits im Juli 1974 kam ein 25 Minuten langer Film zu Getter Robo in die japanischen Kinos. Direkt im Anschluss an die erste Serie wurde die Anime-Umsetzung der Fortsetzung Getter Robo G gezeigt, die es als Starvengers auch in die USA schaffte und dort als Teil der aus fünf japanischen Serien bestehenden Reihe Force Five gezeigt wurde. Außerdem kamen mehrere Crossover mit Mazinger Z heraus – ebenfalls eine Serie von Go Nagai. 1991 folgte dann die Neuerzählung Getter Robo Go mit gleichen Robotern, aber neuem Team, die danach wiederum als Manga umgesetzt wurde. Später erschienen drei Original Video Animations:
- 1998: Shin Getter Robo, 13 Folgen mit je 30 min, eine Fortsetzung der ersten Serie von 1974[2]
- 2000: Shin Getter Robo tai Neo Getter Robo, 4 Folgen mit je 30 min, Fortsetzung nach der ersten OVA[2]
- 2004: Shin Getter Robo, 13 Folgen mit je 25 min

### Synchronisation
| Rolle             | japanischer Sprecher (Seiyū) |
| ----------------- | ---------------------------- |
| Ryōma Nagare      | Akira Kamiya                 |
| Hayato Jin        | Keaton Yamada                |
| Musashi Tomoe     | Toku Nishio                  |
| Benkei Kurama     | Joji Yanami                  |
| Professor Saotome | Kosei Tomita                 |
| Michiro Saotome   | Rihoko Yoshida               |
| Genki Saotome     | Koko Kagawa                  |
| Go Ichimonji      | Takeshi Kusao                |
| Gai Daido         | Akira Kamiya                 |
| Sho Tachibana     | Yuko Kobayashi               |
| Baron Yasha       | Michiro Ikemizu              |

### Musik
Die Musik der Serie wurde komponiert von Shunsuke Kikuchi. Das Vorspannlied ist Getter Robo von Isao Sasaki and Koorogi '73, der Abspanntitel ist Gattai! Getter Robo von Isao Sasaki.

## Rezeption und Nachwirkungen
Die Serie war zu ihrer ersten Ausstrahlung ein großer Erfolg und blieb noch lange beliebt. Bis in die 1990er Jahre hinein wurde in Science-Fiction-Animes auf Getter Robo Bezug genommen. Die Getter Robo Go sei dann aber ein Misserfolg gewesen, der sich zu weit von der Vorlage entfernt habe, so die Anime Encyclopedia.
Getter Robo führte das Prinzip der kombinierbaren Roboter ins Mecha-Genre ein, das von vielen nachfolgenden Serien übernommen wurde und bis zu Transformers nachwirkt. Das Prinzip wirkte sich auch in der Produktion bei der Wiederverwertbarkeit von Animationsfolien und bei der Auswertbarkeit der Serie in Form von Spielzeug positiv aus. Bandai, die Spielzeug für Getter Robo vertrieben, übernahmen die Transformierbarkeit und möglichst auch die Modularisierung der Roboter als Prinzip für viele folgende Spielzeug-Kooperationen für Animeserien.